# Heliconia osaensis
Heliconia osaensis är en enhjärtbladig växtart som beskrevs av Georg Cufodontis. Heliconia osaensis ingår i släktet Heliconia och familjen Heliconiaceae. Inga underarter finns listade.